# روش‌های سختی‌سنجی

## تعریف و کاربرد
تعریف سختی:به مقاومت اجسام در برابر تغییر شکل پلاستیک موضعی، سختی گویند.
دلایل کاربردی تر بودن آزمایش سختی نسبت به سایر آزمایش‌های مکانیکی:
1. آزمایش‌ها ساده هستند.
2. ارزان بودن تجهیزات
3. غیر مخرب بودن آزمایش بدین ترتیب که نمونه نمی‌شکند و تغییر شکل نمی‌دهد.
4. با استفاده از روابط می‌توان سایر خواص مکانیکی را تخمین زد. (البته این کاربرد برای بعضی روش‌ها صادق است)

## روش موس
این روش مخصوص سنگ‌شناس‌ها و زمین‌شناس‌ها هست که توسط فردریک موس آلمانی اختراع شد. در این روش سنگ‌ها را به ۱۰ قسمت از لحاظ سختی تقسیم می‌کنند.
با این سنگ‌ها روی اجسام مختلف برخورد می‌دهند. اگر سنگ جسم را خراش داد، سنگ سخت‌تر است ولی اگر جسم سنگ را خراش داد جسم سخت‌تر است. در حالت دوم بعد از سنگ اول سراغ سنگ‌های دیگر می‌روند تا بالاخره به سنگی برسند که جسم را خراش دهد. در این صورت سختی جسم بین شماره سنگ خراش دهنده و سنگ قبلی می‌باشد.
نکته مهم در روش موس این است که باید از سنگ نرم‌تر شروع به خراش کرد زیرا اگر با سنگ سخت شروع شود امکان آسیب به جسم وجود دارد.
این روش، روشی ابتدایی برای اندازه‌گیری سختی اجسام است. برای سختی سنجی فلزات به روش‌های دقیقتری نیاز داریم.
ترتیب سختی سنگ‌ها به صورت زیر است:
1. تالک
2. ژیپس
3. کلسیت
4. فلویوریت
5. آپاتیت
6. فلداسپات ارتو کلاز
7. کوارتز
8. توپاز
9. کروندم
10. الماس

## روش‌هایماکرو

### روش برینل: (Brinell)
یکی از قدیمی‌ترین روش‌های اندازه‌گیری سختی است که توسط یوهان آگوست برینل، مهندس سویدی، در سال ۱۹۰۰ معرفی گردید. در این روش از ساچمه ای که معمولاً دارای قطر ۱۰ میلی‌متر است؛ برای اعمال نیرو روی سطح جسم استفاده می‌شود. این نیرو ۱۰ تا ۳۰ ثانیه اعمال می‌شود. جنس ساچمه از فولاد یا تنگستن کاربید که نوعی سرامیک است؛ می‌باشد.
نیروی اعمالی برای اجسام متفاوت است؛ مثلاً برای فلزات سخت ۳۰۰۰ کیلوگرم، برای فلزات با سختی متوسط ۱۵۰۰ کیلوگرم و برای مواد نرم ۵۰۰ کیلوگرم بار اعمال می‌شود.
عدد سختی برینل یا BHN (Brinell Hardness Number)برابر نیروی اعمالی بخش بر مساحت اثر است. در این روش (بر خلاف روش راکول) عمق اثر ملاک نیست بلکه قطر اثر معیار سختی می‌باشد. برای بدست آوردن قطر دقیق فرو رفتگی دو قطر عمود برهم را محاسبه و از آنها میانگین می‌گیریم.
معایب این روش عبارت است از:
1. گران بودن دستگاه
2. سنگین بودن دستگاه
3. مخرب است. زیرا پس از آزمایش حفره روی جسم باقی می‌ماند که عملاً جسم غیرقابل استفاده می‌شود.
4. اندازه‌گیری فرو رفتگی همراه با خطای قابل توجهی است.
5. برای اجسام نازک نمی‌توان از آن استفاده کرد.
6. برای آزمودن مواد خیلی سخت مناسب نیست.
7. این روش وقتی مناسب است که اثر دایره ای شکل باشد؛ یعنی بعضی از اثرها ممکن است به دلیل خاصیت غیر همسانگردی جسم، شکل دایره ای نداشته باشند و مثلاً بیضوی شکل باشند. به همین علت از روش ویکرز استفاده می‌شود.

مزایا:
1. اثر فرورفتگی این روش نسبت به سایر روش‌ها بزرگتر است. این امر موجب می‌شود تا عدد حاصل میانگینی از ناهمگنی‌های موضعی باشد.
2. تأثیر این روش از خراش‌های سطحی بسیار کمتر از سایر روش‌ها می‌باشد.
3. از این روش استحام نهایی و تسلیم را می‌توان بدست آورد.

### روشراکول: (Rockwell)
توسط استنلی راکول در سال ۱۹۱۹ معرفی گردید. روش رایج برای اندازه‌گیری سختی است که در استاندارد ASTM E-18 مشخص شده‌است. این روش شامل فرورفتن مخروط الماسی یا ساچمه با قطرهای متفاوت در جسم است. به دلیل تنوع فرورونده‌ها، معیارهای مختلفی برای این روش وجود دارد.
نکته بسیار مهم این روش حذف نیروی فرورنده قبل از خواندن سختی جسم است؛ زیرا سختی مقاومت جسم در برابر تغییر شکل پلاستیک است و تغییر شکل الاستیک اهمیتی ندارد. حال سؤال این است که چگونه از تماس فرورنده با جسم مطمین شویم؟
برای این کار نیروی جزیی را روی فرورنده اعمال می‌کنیم.
پس روش راکول بدین ترتیب است که ابتدا نمونه با فرورونده در تماس قرار می‌گیرد تا نیروی کلی به مدت ۴ تا ۷ ثانیه اعمال شود. سپس نیروی جزیی اعمال و نیروی کلی حذف می‌شود تا بتوان عدد سختی راکول را از صفحه نمایش خواند. عدد سختی راکول کاملاً متناسب با عمق اثر فرورونده است. هر چه قدر عمق اثر بزرگتر باشد، ماده نرمتر؛ و هر چه قدر عمق اثر کوچک‌تر باشد جسم سختتر است.
راکول سه نوع است:
A :که بار ۶۰ کیلوگرم اعمال می‌شود.
B: که بار ۱۰۰ کیلوگرم اعمال می‌شود.
C :که بار ۱۵۰ کیلوگرم اعمال می‌شود.
روش کار بدین صورت است که نمونه نسبت به دندانه بالا می‌رود تا نیروی مشخصی به آن اعمال شود. بعد بار اصلی را برداشته می‌شود تا سختی راکول از صفحه مدرج خوانده شود.
عدد کوچک روی صفحه به معنای عمق زیاد فرورفتگی و سختی کم (نرمی زیاد) است.
مزایای این روش:
1. سرعت بیشتر
2. عدم امکان خطای اپراتور
3. کوچک بودن نقطه اثر

معایب:
۱-عدد سختی تنها یک عدد است که نمی‌توان از آن استحکام را بدست آورد.

### روش ویکرز: (Vickers)
اولین بار توسط اسمیت و ساندلند در ویکرز لیمیتد در سال ۱۹۲۲ معرفی گردید. معمولاً برای مواد بسیار سخت بکار می‌رود. این روش شامل سوراخ کردن جسم توسط یک هرم مربع القاعده که دندانه الماسه کوچک دارد می‌باشد. زاویه نوک آن ۱۳۶ درجه است. بار اعمالی معمولاً بین ۱۰ تا ۱۵ ثانیه اعمال می‌شود. قطر مربع بویسله میکروسکوپ اندازه‌گیری می‌شود. اثر این روش لوزی شکل است. رابطه ای بین سختی برینل و ویکرز وجود دارد.
عدد سختی ویکرز((HVبرابر نیروی اعمالی بخش بر سطح اثر است.
معایب:
1. سرعت کم آزمایش
2. نیاز به نمونه سازی دقیق
3. خطا در اندازه‌گیری نقطه اثر

مزایا:
1. مناسب برای امور تحقیقاتی است زیرا با یک بار معین می‌توان سختی را اندازه گرفت. (در روش‌های برینل یا راکول باید بار در نقطه ای از مقیاس تغییر کند یا امکان رنج سختی گرفتن وجود داشته باشد. به همین علت هم نمی‌توان بین دو مورد مقایسه کرد)
2. نتیجه‌گیری درست

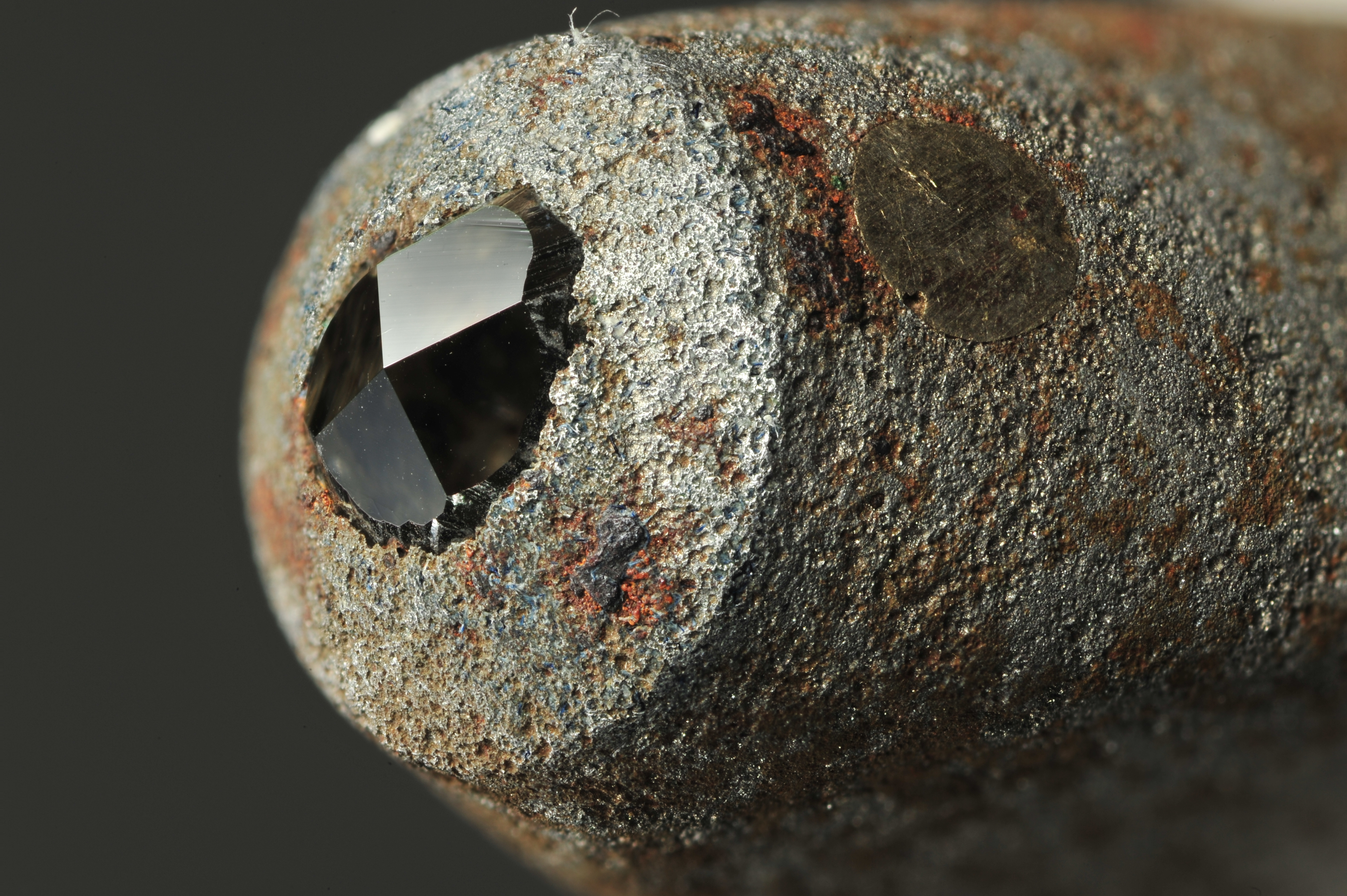

3. از طریق این روش می‌توان سختی فلزات خیلی سخت تا خیلی نرم را اندازه گرفت.

## روشمیکرو

### روش نوپ: (knoop)
این روش برای اندازه‌گیری سختی ساختارهای میکروسکوپیک بکار می‌رود. زیرا در بسیاری از مسایل متالوژیکی احتیاج به بررسی سختی در مساحت کوچکی وجود دارد.
روش کار مانند روش ویکرز است با این تفاوت که یکی از قطرهای هرم طول بیشتری دارد. سطح اثر فرورونده لوزی است.
عدد سختی روش نوپ (KHN) از تقسیم نیروی اعمالی بر مساحت سطح تصویر اثر بدست می‌آید.
مزایای روش نوپ نسبت به ویکرز:
1. پروفیل سختی دقیقتری دارد
2. اندازه‌گیری پوششهای نازک از روی سطح